# Moechotypa paraformosana
Moechotypa paraformosana là một loài bọ cánh cứng trong họ Cerambycidae.